# Ausangate
Ausangate o Auzangate (en quechua: Awsanqati) es la montaña más alta del departamento del Cuzco y la quinta más alta del Perú. Su altitud máxima es de 6385 m s.n.m. Está situada a unos 84 kilómetros al sudeste de la ciudad del Cuzco.

## Oronimia
Existe especulación sobre el nombre de este nevado. Cerrón Palomino propone una hipótesis sobre su origen, dando una forma original *awsa-nqa tiy con el significado de 'la cueva o la hoyada donde se juega'.
La raíz nominal *awsa- es hallada en el quechua huanca, donde tiene el significado de 'jugar', a diferencia de su equivalente semántico puklla- en los dialectos del sur, y atribuye esta diferencia a un préstamo del aimara. Después identifica el sufijo quechua -nqa, que en el pasado fue un derivador deverbal y denominal con función de participio de futuro (significando 'lo que ha de pasar con X acción'), pero que hoy ha evolucionado a la forma -na y solo es un derivador deverbal. Este sufijo se utilizaría en el caso de los topónimos para referirse a un 'lugar propenso a X cosa/acción' o un 'lugar destinado a X cosa/acción', resultando en un derivado manteniendo la connotación de proclividad, comparable al sufijo -ble en español, donde si se le agrega a un verbo como amar resulta en amable 'que puede o se puede amar'. En este caso, sería awsanqa, significando 'jugable o donde se ha de jugar', y en su función toponímica, 'lugar donde se juega'. Finalmente, el elemento tiy proviene posiblemente del aimara, que Bertonio registra en su Vocabulario con el significado de 'cueva o concavidad en las peñas donde pueden dormir algunas personas'. Así, el nombre sería una frase híbrida quechua-aimara.

## Ubicación
Se sitúa en la cordillera de los andes, en un tramo denominado cordillera de Vilcanota, correspondiente a la región Cuzco en el Perú. Su principal cima está a 6384 metros sobre el nivel del mar con lagunas grandes con un color verde/azul luminoso.

## Leyendas y tradiciones: apu Ausangate
En la mitología inca de esta montaña y de los lagos cercanos —entre los que se destaca Sibinacocha— nace la energía masculina que fertiliza a la madre tierra Pachamama; luego de un largo discurrir, las aguas se pierden en las tierras ignotas del Amazonas para retornar a llenar los lagos y los glaciares cada noche convertida en el río de estrellas o Willkamayu conocida en occidente como la Vía Láctea. La comunidad de Chillca constituida por pastores de llamas y alpacas es conocida como la guardiana de estos prístinos parajes, desde donde se puede hacer caminatas de montaña pasando la noche en cómodos albergues o tambos, entre los que destacan Machuracay Tambo, en una caminata denominado «Camino del Apu Ausangate».
El Apu Ausangate es un gran espíritu sagrado, unas de las montañas más importantes de la región del Cuzco para la tradición andina.
Cada año al lado norte del Ausangate se celebra desde tiempo inmemoriales la fiesta de Qoyllur Rit'i (quechua: "nieve de estrella") antes de la fiesta del Corpus Christi, durante la cual miles de quechuas peregrinan al Señor de Quyllur Rit'i en el templo de Sinakara (pintura realizada sobre una roca). Este peregrinaje fue incluido dentro de la Lista Representativa del Patrimonio Cultural Inmaterial de la Humanidad.

## Turismo
La caminata por la montaña del Ausangate es considerada turismo de aventura. El camino presenta formaciones rocosas a una altitud de más de 5000 metros cubiertas por lenguas de hielo.
Hay destinos importantes en esta área geográfica:
- Las siete lagunas del Ausangate
- Aguas termales de Pacchanta
- Peregrinación al señor de Quyllur rit'i

## Sitios arqueológicos en la ruta Ausangate y Vinicunca
- Puente colonial de Checacupe
- Templo colonial de Checacupe
- Siwinaqocha
- Laguna Ausangate
- Cañón de Ananiso
- Escalada de roca – Huayllasqa
- Baños Ttrmales de Uchullucllo[5]